# Elsa Riveros
Elsa Riveros es una cantante colombiana, fue una vocalista en la parte coral de la banda de Rock La Torre en Argentina, durante algunos meses [Acompañando como segunda voz a su cantante principal Patricia Sosa líder de dicha Banda] En su país natal (Colombia), formó una banda originada en la ciudad de Bogotá llamada  Pasaporte, una banda de rock en español y new wave. Su carrera como cantante surgió a finales de la década de 1980 siendo la vocalista de uno de los grupos más destacados del boom del rock en español en Colombia. Sus éxitos junto al grupo Pasaporte incluyen "Igor y Penelope" que sería también el primer videoclip dirigido por Simón Brand; otros éxitos como "Desertores", y "Castillos. El grupo se desintegró en la década de 1990. Elsa también grabó la canción "Desvanecer" junto a Andrés Cepeda y su banda Poligamia. Producido por Pablo Tedeschi, el tema fue incluido en el primer álbum de dicha agrupación convirtiéndose en un éxito radial de la época.

## Biografía
Elsa Riveros empezó desde muy pequeña en la música. Su papá, oftalmólogo,
pianista y amante de la música clásica y, su mamá, enfermera y cantante
aficionada, la apoyaron desde que tenía 5 años con clases de tiple y guitarra.
“Mi primer escenario fue mi casa cantando y tocando para los amigos de mis
padres... Mi hermana en el tiple y yo en la guitarra”, recuerda Elsa.
Aunque nunca se animó a estudiar música formalmente, era su pasatiempo, la
mejor forma de estar con amigos, armando grupos. Escuchar, cantar, crear, eran
procesos divertidos y caóticos. Por eso nunca fue parte de los grupos formales
del colegio como el coro o la murga. “Yo quería cantar otras cosas, moverme y
expresarme libremente y eso no se puede en esos grupos”. 
Pero tres llamadas telefónicas cambiaron su vida para siempre: 
La primera, para reemplazar en una presentación al cantante de una banda
llamada Graffiti, que no podía estar para un evento. La misma que luego se
convirtió en “Pasaporte”, y significó el comienzo de una de las agrupaciones
más importantes de los 80's en Colombia. Con ella protagonizó el primer
Concierto de Rock Colombiano en el escenario más popular de Bogotá, el teatro
La Media Torta.
La segunda, para grabar "Vuelve a Mi" canción que rompió, el obstáculo de las
disqueras colombianas con géneros diferentes a las baladas nacionales y la
música bailable o folklórica.
Y la tercera, para firmar el contrato con la casa disquera SONOLUX, de la que
Elsa se convertiría en la voz líder y le ganaría el título de primera dama del Rock
Nacional .
Durante los cuatro años de vida de Pasaporte grabaron dos discos que todavía
suenan en las estaciones de radio nacional y que dejaron una huella profunda
en este género de Rock hecho en Colombia. Además, marcó el inicio de un
intercambio y colaboración musical más fluido de artistas nacionales con
músicos de Argentina, España, México y de otros países hispanos. 
Viajaron por todo el país dando Conciertos pero el más importante fue "El
Concierto de Conciertos, Bogotá en Armonía". (septiembre 17 y 18 de 1988).
Los artistas que participaron tenían ya una gran trayectoria como Miguel Mateos,
los Prisioneros, Thalía, Paulina Rubio de Timbiriche, José Feliciano, Yordano y
Franco de Vita entre otros. Y fue un fenómeno que puso por primera vez a los
artistas colombianos en el mapa musical del Rock y pop internacional. “Nuestro
segundo álbum, por ejemplo, fue producido por Cachorro López, que para esa
época era el bajista de Miguel Mateos y Los Abuelos de la Nada, y hoy es
productor de Julieta Venegas, Caifanes y Andrés Calamaro, entre otros”, afirma
Elsa. 
Esa colaboración con López resultó en el dúo Calamaro-Riveros en "Lejos de
Aquí" para el disco Un día X . Y abrió las puertas para que después de
Pasaporte, sus integrantes pudieran seguir viviendo de la música. Por ejemplo,
Pablo Tedeschi, tecladista del grupo, produjo “Magia”, el primer disco de
Shakira, y Sergio Solano fue el primer guitarrista que tuvo la misma artista en su
gira de Pies Descalzos.
“En esa época en Colombia uno era ingeniero, comerciante o de cualquier otra
profesión durante el día y músico de noche. Creo que nosotros fuimos los
primeros que logramos vivir del rock y del pop durante nuestra corta vida como
agrupación ”, explica. 
Elsa también fue testigo y partícipe del nacimiento de varios creadores, como
Simón Brand, reconocido director de cine, que ha hecho también comerciales y
videos para Juanes, Alejandro Fernández, Shakira y Ricky Martin. Brand hizo el
primer video de su carrera con Elsa y su banda, para el lanzamiento del sencillo
“Igor y Penélope” en 1988. 
El fin de Pasaporte lo marca el auge de la campaña terrorista de Pablo Escobar
y el narcotráfico de los 90. La permanente amenaza de bomba en actividades
multitudinarias hizo más complicada la organización de conciertos y así fue
como el Rock en español se convirtió en otra víctima más. “Un concierto, una
presentación en vivo, es como el componente de oxígeno que tiene el agua. Sin
ese ingrediente se hizo difícil sobrevivir como banda”, explica la artista.
Pero Elsa no dejó de cantar. En los años 90 hizo un dúo histórico con Andrés
Cepeda, que por esos años iniciaba su carrera artística con el grupo Poligamia.
“Yo creo que la canción “Desvanecer” que hicimos con Andrés y Poligamia es la
balada más importante de la historia musical de Colombia. Se me pone la piel de
gallina cuando escucho a los jóvenes de hoy en sus veinte cantándola y
tarareándola”, agrega emocionada. 
Todas estas experiencias la definieron como una cantante roquera, irreverente,
con una voz ronca y aterciopelada que tiene un sello propio. 
Pero el amor la trajo a los Estados Unidos y aquí se quedó. Se retiró de los
escenarios para concentrarse en sus estudios de Ciencias Políticas en la
Universidad de Towson en Maryland y por 12 años trabajó para la organización
Inquilinos y Trabajadores Unidos, se convirtió en mama de Diego y junto con su
esposo Benett (o Benito como le dice ella), tiene la familia que siempre soñó. 
Sin embargo, hace unos 10 años, cuando asistía como público a un concierto de
Juanes en el 9:30 Club de Washington D. C., después de mucho tiempo de estar
alejada de los escenarios, vivió una experiencia que la sacudió: en pleno
escenario, en medio de una canción, Juanes la reconoció, le pasó el micrófono y
la invitó a conversar después del show. “Fue Juanes quien me hizo caer en
cuenta de que la música y los escenarios eran una parte que me faltaba en la
vida y que mi nombre no había quedado en el olvido”, reconoció. La energía de
Juanes y el reconocimiento de un artista de su talla al aporte de musical de Elsa
fueron la semilla de su primer trabajo como solista en el 2013, con canciones
originales de Amérika Jiménez, Alih Jay, Jorge Luis Piloto, Claudia Brant,
Thania Sanz y Pablo Tedeschi. Todos ellos grandes compositores de artistas
como Luis Fonsi, Chayanne, Gloria Trevi, Jerry Rivera, Celia Cruz, Cristina
Aguilera, entre otros. 
Ahora reaparece con su segundo sencillo "Tu No Me Vez", una composición de
Piloto y Brant, que es un tema de amor y desamor, con características que tocan
situaciones relevantes y actuales. “Mis experiencias de vida me generan un
vínculo muy íntimo con el contenido de esta canción. Siento como si Claudia y
José Luis me hubieran leído el corazón, se hubieran metido sin permiso en mi
memoria para plasmar con tanto sentimiento lo que me duele y lo que me
inquieta. Creo que mi generación tiene una deuda inmensa con el medio
ambiente, con los niños, con los adultos mayores; y este país, con los
inmigrantes. Por eso creo que esta canción va a tocarle el alma a quienes se
sienten como yo”, concluyó la artista.
Hace 8 meses hizo el lanzamiento de su última producción en Colombia con
“Déjame en Paz”, una canción de Amérika Jiménez y Alih Jay, tema que sigue
tomando fuerza. 
De las cosas que más la hacen sentir satisfecha es el haber compartido
escenario con Fonseca, Marc Anthony, Juan Luis Guerra y muchos otros, con
quienes ha aprendido a sentir un respeto reverencial por el público y una
admiración por el talento de sus colegas. Más recientemente, el año pasado en
el Wolftrap Theater en Virginia, Carlos Vives la invitó a cantar en su concierto, en
una demostración de generosidad y sencillez que sólo tienen los verdaderos
grandes, y que la hacen sentir orgullosa de pertenecer a ese gremio y de ser
referente para una generación de artistas.
Elsa Riveros ha sido entrevistada por la revista Rolling Stone, Colombia
(octubre-noviembre de 2015) y, no menos importante es estar en docenas de
revistas, libros y publicaciones por su aporte a la música colombiana y a la
historia del Rock en español. Así como ha quedado plasmada su voz roquera,
ronca y aterciopelada en la memoria de esa generación ochentera y que ha
logrado mantenerse vigente hasta hoy. 

## Discografía
Álbumes de estudio:
- Pasaporte. WEA, 1988
- Un día X. Sonolux, 1990

Sencillos:
- Déjame en paz, 2016
- Tu no me, 2016

Videoclips:
- Aliento en la Oscuridad, con Pasaporte (1988)
- Andando Por Allí, con Pasaporte (1988)
- Déjame en paz, como solista (2016)
- Desertores, con Andrés Cepeda
- Desvanecer, con Andrés Cepeda y Poligamia
- Ígor y Penélope, con Pasaporte (1988)

```
Director: 
Simón Brand
```

- Ni con plegarias, con Pasaporte (1989)
- Sin Ganas, con Pasaporte (1989)
- Yo Vengo A Ofrecer Mi Corazón, con José Vega (2009)

```
Director: Néstor Zorro
```